# Nosorożec (drzeworyt)
Nosorożec – drzeworyt autorstwa niemieckiego artysty Albrechta Dürera z 1515 roku.
Dzieło przedstawia nosorożca indyjskiego, który w 1515 roku został sprowadzony z Dalekiego Wschodu do Lizbony. Artysta nigdy nie widział zwierzęcia na żywo. Tworząc dzieło opierał się na szkicu anonimowego twórcy i relacjach świadków.
Odbitki drzeworytu znajdują się w kolekcjach sztuki na całym świecie, m.in. w Metropolitan Museum of Art w Nowym Jorku, British Museum w Londynie, Art Institute of Chicago.